# Vlag van Nijland

Vlag van Nijland

De vlag van Nijland is de dorpsvlag van het Nederlandse dorp Nijland, in de Friese gemeente Súdwest-Fryslân. De vlag werd in de huidige vorm in 1975 geregistreerd.

## Beschrijving
De beschrijving van de vlag is als volgt:
Groen met een wit kruis en op de kruising een rode aanziende ossenkop en in de bovenhals een gele lelie.
De kleuren zijn afkomstig van het dorpswapen.

## Symboliek
- Ossenkop: ontleend aan de plaatselijke sage.[2]
- Zilveren kruis: verwijst naar de stichting van de dorpskerk.[2]
- Groen veld: duidt op het nieuwe, drooggevallen land waar het dorp op gesticht is.[2]

Fleur-de-lis: staat voor de band van Nijland met de gemeente Wymbritseradeel. Deze gemeente had meerdere lelies in het wapen.